# Anima mia (programma televisivo)
Anima mia è stato un programma televisivo di Rai 2 del 1997, ideato e condotto da Fabio Fazio e Claudio Baglioni, assieme a Sabina Ciuffini, Natalia Estrada ed Orietta Berti. Fu un grande successo di pubblico e critica vincendo il Telegatto come trasmissione dell'anno e diventando uno dei programmi più visti della storia della Rai.
Trasmesso dal 24 gennaio al 7 marzo 1997, inizialmente il programma era articolato in quattro puntate ma, dato il successo, la durata venne estesa a sei puntate.

## Contenuto
Il programma era centrato sull'immaginario collettivo degli anni settanta (per la precisione, prendeva in esame gli anni dal 1968 al 1983), e rievocava i vari miti e le mode della cultura di massa italiana (soprattutto televisiva) di quegli anni, affrontandone la rilettura tramite il ricordo nostalgico, seppur accompagnato da notevoli dosi di ironia, in notevole controtendenza sull'approccio generalmente diffuso con cui veniva affrontata la memoria di quell'epoca, fino a quel momento tradizionalmente nota come Anni di piombo.
Il titolo era preso a prestito dall'omonimo grande successo del complesso musicale de I Cugini di Campagna, ospiti fissi in studio, così come Tommaso Labranca, celebre ideologo del trash, nel ruolo di consulente socio-culturale della trasmissione, dove commentava quale esperto i principali argomenti trattati in ogni puntata. Pietro Galeotti rivestiva il ruolo di inviato speciale, mentre ad un personaggio del mondo dello spettacolo era affidata la "missione" in esterna, ovvero  ricercare "icone" d'epoca (Moira Orfei, Afric Simone, Zed, etc.) a questi inizialmente ignote, insieme alle quali compiere un viaggio in auto con destinazione lo studio televisivo, ove essi giungevano nella parte finale del programma.

## La sigla
Ogni episodio del programma si apriva con una sigla in cui Claudio Baglioni reinterpretava celebri brani della televisione italiana. Durante la sigla compariva sullo schermo la scritta "con Fabio Fazio e Claudio Baglioni", accompagnata ogni volta da un’irriverente frase diversa, con un gioco di parole che mescolava titoli o versi delle canzoni di Baglioni con l’assurdità del suo coinvolgimento nel programma.
Di seguito le frasi delle puntate:
- Puntata 1 – "Fabio Fazio e (preso a un piccolo grande amo) l’incolpevole Claudio Baglioni in: Anima mia"
- Puntata 2 – "Fazio Fazio (che ha aggirato e raggirato) Claudio Baglioni in: Anima mia"
- Puntata 3 – "Fabio Fazio e (tu come mai?) Claudio Baglioni in: Anima mia"
- Puntata 4 – "Fabio Fazio e (strana faccenda) Claudio Baglioni in: Anima mia"
- Puntata 5 – "Fabio Fazio e (ma io questa cosa qui mica l’ho mai creduta) Claudio Baglioni in: Anima mia"

Queste introduzioni, con il loro tono giocoso e autoironico, riflettevano perfettamente lo spirito del programma: un viaggio nostalgico tra ricordi e canzoni del passato, ma sempre filtrato da una vena comica e dissacrante. La presenza stessa di Baglioni, artista noto per la sua serietà e perfezionismo, in un contesto così leggero e paradossale, contribuiva a rendere lo show unico e sorprendente.

## Ospiti
La trasmissione ebbe come ospiti molti protagonisti dell'epoca; oltre ai citati Cugini di Campagna, alla prima puntata infatti presero parte Mal dei Primitives, Le Orme, Mita Medici, Paola Pitagora, Nino Castelnuovo, il Mago Silvan, Georges Descrières (Arsenio Lupin nell'omonima serie televisiva), Serena Dandini, Maurizio Costanzo, Fabrizio Frizzi, Pier Luigi Pizzaballa, i Fratelli La Bionda, Diego Abatantuono e Donatella Raffai.
L'attore americano Lou Ferrigno partecipò, nelle vesti dell'Incredibile Hulk, durante la terza puntata del 7 febbraio, intervistato da Gad Lerner: presenti, inoltre, Jovanotti, Claudia Gerini, Claudio Bisio e gli Inti Illimani.

## Ascolti TV
| Puntata | Data                     | Telespettatori | Share  |
| ------- | ------------------------ | -------------- | ------ |
| 1       | 24 gennaio 1997          | 6.143.000      | 25,42% |
| 2       | 31 gennaio 1997          | 6.743.000      | 27,49% |
| 3       | 7 febbraio 1997          | 6.004.000      | 24,93% |
| 4       | 14 febbraio 1997         | 6.166.000      | 27,01% |
| 5       | 28 febbraio 1997         | 7.550.000      | 29,97% |
| 6       | 7 marzo 1997 - Anima Mix |                |        |